# Теорема Кіршбрауна
Теорема Кіршбрауна про продовження (іноді називають теоремою Валентайна) — теорема про існування продовження ліпшицевої функції, визначеної на підмножині евклідового простору, на весь простір.

## Формулювання
Нехай {\displaystyle S} — довільна підмножина евклідового простору {\displaystyle \mathbb {R} ^{n}}, тоді довільне коротке відображення {\displaystyle f:S\to \mathbb {R} ^{m}} можна продовжити до короткого відображення {\displaystyle {\bar {f}}:\mathbb {R} ^{n}\to \mathbb {R} ^{m}}; інакше кажучи, існує коротке відображення {\displaystyle {\bar {f}}:\mathbb {R} ^{n}\to \mathbb {R} ^{m}} таке, що {\displaystyle {\bar {f}}|_{S}=f}.

## Варіації та узагальнення
- Природно узагальнюється на:
  - відображення з підмоножини гільбертового простору в гільбертів простір;
  - відображення з підмоножини гіперболічного простору у гіперболічний простір тієї ж кривини
- Аналогічний результат для відображення між сферами хибний, проте теорема залишається істинною для:
  - відображення з підмоножини сфери в півсферу тієї ж кривини;
  - відображення з підмоножини сфери у сферу тієї ж кривини не меншої розмірності.
- Аналогічний результат для банахових просторів є хибним.

### Метрична геометрія
- Узагальнення теореми Кіршбрауна на метричні простори дали Ленг та Шредер[1][2].
- Будь-яке коротке відображення на підмножині довільного метричного простору зі значеннями в ін'єктивному просторі допускає коротке продовження на весь простір. Це дає інше узагальнення теореми на метричні простори. До ін'єктивних просторів належать дійсні прямі та метричні дерева, а також {\displaystyle L^{\infty }}-простори.
- Для метричних просторів із властивістю подвоєння виконується слабкий варіант теореми Кіршбрауна. А саме, якщо {\displaystyle X} — метричний простір із властивістю подвоєння та {\displaystyle A\subset X} і {\displaystyle V} — банахів простір, то будь-яке {\displaystyle L}-ліпшицеве відображення {\displaystyle A\to V} продовжується до {\displaystyle C\cdot L}-ліпшицевого відображення {\displaystyle X\to V}, де стала {\displaystyle C} залежить лише від параметра у властивості подвоєння[3].

## Історія
Доведено в дисертації Мойжеша Кіршбрауна (захищено 1930). Пізніше цю теорему передовів Фредерік Валентайн.